# Мальта на Олімпійських іграх
Мальта дебютувала на літніх Олімпійських іграх 1928 року і з того часу брала участь на літніх Олімпіадах 14 разів. Мальтійські спортсмени жодного разу не завоювали олімпійських медалей.
Мальта ніколи не брала участь у зимових Олімпійських іграх; вона є єдиною європейською країною МОК, яка на них не виступала.
Національний олімпійський комітет Мальти був заснований 1928 року, а визнаний Міжнародним Олімпійським комітетом у 1936 році.